# Weinbau in Pennsylvania
Weinbau in Pennsylvania bezeichnet den Weinbau im amerikanischen Bundesstaat Pennsylvania. Gemäß US-amerikanischem Gesetz ist jeder Bundesstaat und jedes County per definitionem eine geschützte Herkunftsbezeichnung und braucht nicht durch das Bureau of Alcohol, Tobacco, Firearms and Explosives als solche anerkannt zu werden.
Mehr als 90 Weingüter bewirtschaften die Rebflächen, die in vier Subregionen, die sogenannten American Viticultural Area, aufgeteilt sind. Zurzeit liegt Pennsylvania auf Rang acht der größten weinerzeugenden Bundesstaaten Amerikas.
Aufgrund des kühlen Klimas gibt es einen bedeutenden Anteil von französischen Hybridreben (z. B. Chambourcin, Chancellor,…) sowie autochthonen Abkömmlingen amerikanischer Wildreben.